# Nasjonal kommunikasjonsmyndighet
Nasjonal kommunikasjonsmyndighet (NKOM) till 2015 Post- og teletilsynet är en statlig norsk myndighet som bevakar, kontrollerar och reglerar områdena post, tele, IT och radio i Norge.